# Institució de Ponent per l'Estudi i la Conservació de l'Entorn Natural
La Institució de Ponent per l'Estudi i la Conservació de l'Entorn Natural (IPCENA) és una entitat ecologista fundada l'any 1990 que treballa a les comarques de Ponent i el Pirineu en la defensa del medi ambient i de la qualitat de vida de les persones.
La raó de ser de l'entitat és la conservació del patrimoni natural i el seu estudi, amb la finalitat de difondre'n els valors i sensibilitzar-ne la societat. Al llarg dels seus anys d'existència, IPCENA s'ha significat en multitud de causes ambientals com són la defensa de la Timoneda d'Alfés, la plataforma ciutadana Salvem el Congost de Mont-rebei, o la defensa dels ossos bruns del Pirineu, per a esmentar-ne algunes de notable rellevància social.